# Tor.com
Tor.com – amerykański internetowy magazyn fantastyczny, wydany przez Tor Books.

## Historia
Magazyn powstał w lipcu 2008 roku, a od 2014 roku odnotowuje ok. 1,5 miliona czytelników każdego miesiąca. Publikuje artykuły i recenzje związane z science fiction i innymi podgatunkami fantastyki. Dostęp do zawartości czasopisma jest bezpłatny. W 2014 roku „The Guardian” opisał Tor.com jako „panującego mistrza czasopism science-fiction”, zauważając, że opublikował on „wiele najbardziej ekscytujących nowych talentów”, takich jak Maria Dahvana Headley i Karin Tidbeck. 